# Ippolito Cremona
Ippolito Cremona (Gravesano, 2 febbraio 1777 – Genova, 5 gennaio 1844) è stato un architetto svizzero.

## Biografia
Nato nel Canton Ticino, ancora ragazzo è a Genova con la famiglia. 
Inizia lavorando come muratore per poi studiare all'Accademia Ligustica e divenire architetto.
Nel 1804 è vincitore del primo premio d'invenzione nel concorso dell'Accademia. Si occupa dapprima di lavori minori, ma già nel 1818 è direttore della Scuola d'architettura, poi con vari incarichi rimarrà sempre legato all'istituzione genovese.
Negli anni venti e trenta del XIX secolo Genova è impegnata in un generale rinnovamento edilizio e Cremona vi prende parte con molti incarichi i cui esiti sono ancora visibili in città. 
Purtroppo i suoi lavori più originali perché edificati in zone di nuovo sviluppo libere da vincoli preesistenti, sono andati demoliti successivamente: il Palazzo Faraggiana (1828) dall'elegante loggia colonnata è poi stato demolito per fare spazio ad un albergo, ma ne rimangono testimonianze litografiche. 
Altro importante suo lavoro (1846) che oggi non esiste più è il Teatro Civico a La Spezia: coronato da timpano e statue, fu inaugurato nel 1846, modificato nel 1889 e infine demolito nel 1930 per essere sostituito da un nuovo teatro.
Uno degli aspetti più noti della sua attività è stato anche quello relativo alla decorazione delle facciate a Genova e a Chiavari. Sua importante opera, tuttora esistente, è la facciata della Basilica di Santa Maria delle Vigne a Genova (1841-1848).